# JJ Feild
John Joseph Feild (Boulder, 1 de abril de 1978), conhecido profissionalmente como JJ Field, é um ator anglo-americano.

## Primeiros anos e educação
John Joseph Feild nasceu em Boulder, Colorado e é filho de Reshad Field, um académico inglês e da sua esposa estadunidense. JJ Field e os seus pais mudaram-se para Londres quando ele era bebé. Os pais do ator acabaram por se divorciar e casar com outras pessoas e o padrasto de JJ é Jon Williams, o editor da BBC World News. JJ Fields frequentou a Hampstead Fine Arts Independent College e a Webber Douglas Academy of Dramatic Arts, ambas em Londres. Quando Field tinha 17 anos, ele e o seu irmão mais velho viajaram pelo Tibete.

## Carreira
JJ Field iniciou a sua carreira de ator em 1999 com uma participação num episódio da série Heartbeat. Durante a década seguinte, JJ participou em duas adaptações televisivas de obras de Agatha Christie com papéis em Agatha Christie's Poirot no episódio Death on the Nile em 2004; e em Agatha Christie's Marple no episódio The Pale Horse em 2010. A sua carreira televisiva inclui ainda papéis em várias séries e tele-filmes de época e adaptações de romances, entre eles The Life and Adventures of Nicholas Nickleby (2001), To the Ends of the Earth (2005) onde contracenou com Benedict Cumberbatch, Northanger Abbey (2007) onde fez o papel de Henry Tilney e ainda The Ruby in the Smoke (2006) e The Shadow in the North, adaptações das obras de Philip Pullman.
No cinema os seus papéis de maior destaque incluem o de Heinz Burt em Telstar (2008), Luke em Blood: The Last Vampire (2009), Thax em Centurion (2010), Miles em Third Star (2010), James Montgomery Falsworth em Captain America: The First Avenger (2011) e Mr. Henry Nobley em Austenland (2013).
Em 2008, JJ Field estreou-se no West End de Londres com a peça Ring Round the Moon no Playhouse Theatre.

## Vida pessoal
JJ Field passa metade do ano em Los Angeles e a outra metade
em Londres. Em agosto de 2012, JJ e a sua companheira, a atriz Neve Campbell
foram pais de um menino chamado Caspian.

## Filmografia

### Cinema
| Ano  | Título                                                     | Papel                      | Notas         |
| ---- | ---------------------------------------------------------- | -------------------------- | ------------- |
| 2000 | Railway Children                                           | Jim                        |               |
| 2001 | Last Orders                                                | Jack jovem                 |               |
| 2002 | K-19: The Widowmaker                                       | Andrei                     |               |
| 2002 | The Intended                                               | Hamish Winslow             |               |
| 2003 | The Tulse Luper Suitcases, Part 1: The Moab Story          | Floris Creps / Tulse Luper |               |
| 2003 | A Life in Suitcases                                        | Tulse Luper                |               |
| 2004 | The Tulse Luper Suitcases, Part 2: Vaux to the Sea         | Tulse Luper                |               |
| 2004 | The Tulse Luper Suitcases, Part 3: From Sark to the Finish | Tulse Luper                | Não creditado |
| 2006 | O Jerusalem                                                | Bobby Goldman              |               |
| 2009 | Telstar                                                    | Heinz Burt                 |               |
| 2009 | Goal! 3: Taking on the World                               | Liam Adams                 |               |
| 2009 | Blood: The Last Vampire                                    | Luke                       |               |
| 2010 | Centurion                                                  | Thax                       |               |
| 2010 | Third Star                                                 | Miles                      |               |
| 2011 | Captain America: The First Avenger                         | James Montgomery Falsworth |               |
| 2013 | Austenland                                                 | Henry Nobley               |               |
| 2014 | Not Safe for Work                                          | O assassino                |               |
| 2017 | The Etruscan Smile                                         | Ian                        |               |
| 2017 | Professor Marston and the Wonder Women                     | Charles Guyette            |               |
| 2019 | Ford v. Ferrari                                            | Roy Lunn                   |               |
| 2022 | Prisoners of Paradise                                      | Harry                      |               |
| TBA  | Untitled Jack Ryan film                                    | ASA                        |               |

### Televisão
| Ano       | Título                                       | Papel                                                                  | Notas                                               |
| --------- | -------------------------------------------- | ---------------------------------------------------------------------- | --------------------------------------------------- |
| 1999      | Heartbeat                                    | Jonno                                                                  | Episódio: "Kindness of Strangers"                   |
| 1999      | The Bill                                     | Jamie                                                                  | Episódio: "Blowing it All Away"                     |
| 2000      | Reach for the Moon                           | Anthony Harris                                                         |                                                     |
| 2000      | The Railway Children                         | Jim                                                                    | Telefilme                                           |
| 2000      | Hope and Glory                               | Dylan Ferguson                                                         |                                                     |
| 2001      | The Life and Adventures of Nicholas Nickleby | Frank Cheeryble                                                        | Telefilme                                           |
| 2001      | Perfect Strangers                            | Richard                                                                |                                                     |
| 2001      | Jack and the Beanstalk: The Real Story       | Jack jovem                                                             |                                                     |
| 2004      | Agatha Christie’s Poirot: Death on the Nile  | Simon Doyle                                                            |                                                     |
| 2004      | Waking the Dead                              | Adam Western                                                           | Episódio: "In Sight of the Lord"                    |
| 2005      | To the Ends of the Earth                     | Lieutenant Deverel                                                     |                                                     |
| 2006      | The Secret Life of Mrs Beeton                | Samuel Beeton                                                          |                                                     |
| 2006      | The Ruby in the Smoke                        | Fred Garland                                                           |                                                     |
| 2007      | Northanger Abbey                             | Henry Tilney                                                           | Telefilme                                           |
| 2007      | The Shadow in the North                      | Fred Garland                                                           |                                                     |
| 2009      | Pure Mule: The Last Weekend                  | Tom Stafford                                                           |                                                     |
| 2010      | Agatha Christie's Marple                     | Paul Osbourne                                                          | Episódio: "The Pale Horse"                          |
| 2011      | The Night Watch                              | Robert Fraser                                                          |                                                     |
| 2014      | The Musketeers                               | Marsac                                                                 | Episódio "The Good Soldier"                         |
| 2014–2016 | Turn: Washington's Spies                     | Major John André                                                       | Elenco principal                                    |
| 2016      | Stag                                         | Ledge                                                                  |                                                     |
| 2018      | The Romanoffs                                | Episódios: "House of Special Purpose", "The One That Holds Everything" |                                                     |
| 2019      | Turn Up Charlie                              | David                                                                  |                                                     |
| 2019–2020 | New Amsterdam                                | Dr. Zach Ligon                                                         | Recorrente                                          |
| 2019–2021 | Lost in Space                                | Capitão Ben Adler                                                      | Recorrente (temporada 2) Participação (temporada 3) |
| 2020      | Soulmates                                    | Nathan                                                                 |                                                     |
| 2022      | The Peripheral                               | Lev Zubov                                                              |                                                     |

### Teatro
| Ano  | Título                    | Papel           | Notas |
| ---- | ------------------------- | --------------- | ----- |
| 2000 | Six Degrees of Separation | Rich / Ben      |       |
| 2008 | Ring Round the Moon       | Hugo / Frederic |       |
| 2008 | The Pride                 | Philip          |       |